# Xavante
De Xavante (ook aangeduid als A'uwe, Akwe, Awen, of Akwen) zijn een inheems volk in Brazilië. Oorspronkelijk komen zij uit de deelstaat Goiás, maar in de 19e eeuw zijn de meesten naar Mato Grosso verhuisd. In 2000 waren er 9.602 Xavante. Samen met de Xerente vormen de Xavante de Akwen-tak van de volkeren van de taalfamilie Jê.

## Naamgeving
Het woord A'uwe betekent "mensen" in hun taal. Zelf noemen ze zich A'uwê Uptabí, wat "echte mensen" betekent.

## Woongebied
De Xavante bewonen 70 dorpen in Mato Grosso, in het gebied van de Serra do Roncador. Dit is een bergketen in het noordelijk deel van het Hoogland van Brazilië. Hun woongebied wordt door henzelf Marãiwatséde genoemd.
Hun dorpen liggen in de volgende gebieden:
| Reservaten                                                              | Inheemse gebieden                                                | Inheems land           |
| ----------------------------------------------------------------------- | ---------------------------------------------------------------- | ---------------------- |
| - Areões - Marechal Rondon - Parabubure - Pimentel Barbosa - São Marcos | - Areões I - Areões II - Maraiwatsede - Sangradouro/Volta Grande | - Chão Preto - Ubawawe |

Ook woont er nog een aantal in Goiás:
| Inheemse kolonies          |
| -------------------------- |
| - Carretão I - Carretão II |

Door hun leefgebied lopen de rivieren Rio das Mortes, Culuene, Couto de Magalhães, Botovi en Garças. Deze vloeien noordoostwaarts af via de Araguaia naar de Tocantins en noordwestwaarts naar de Xingu. Het gebied bestaat uit tropisch regenwoud en savannes.

## Geschiedenis

### Vertrek uit Goiás
De Xavante zien zichzelf als een strijdlustig volk. In de 17e eeuw hadden ze hun eerste contacten met blanken. Dit waren avonturiers die in Goiás naar goud zochten, de zogenaamde bandeirantes. In 1726 stichtten zij het stadje Arraial de Sant'Anna (later Vila Boa de Goyaz genoemd), dicht bij het gebied waar de Xavante woonden.
Vanaf 1774 bouwden de blanken aldeiamentos voor de inheemsen. Deze dorpen werden gebouwd om hen gedwongen daarin onder te brengen en hen daar te "bekeren" tot de westerse cultuur en het christelijk geloof. Een van deze dorpen heette Carretão I. Rapporten uit die tijd aan de koning van Portugal berichten dat 2000 Xavante dit lot ondergingen, maar waarschijnlijk zijn het er minder geweest. De paar Xavante die in het Carretão I zijn ondergebracht, zijn kort daarop door hun stamgenoten bevrijd.
Hierop besloten de Xavante weg te trekken over de Tocantins en de Araguaia. Zij reisden samen met de Xerente, met wie zij een oorlogspact hadden gesloten om sterker te staan tegenover de blanke kolonisten en andere indianenvolkeren onderweg. In de Araguaia zagen zij rivierdolfijnen. Dit werd door de Xerente gezien als een slecht voorteken. Daarom bleven zij ten westen van de rivier, terwijl de Xavante overstaken. Tussen 1820 en 1830 waren alle Xavante de rivier overgestoken. Onderweg kwamen zij in conflict met de stam van de Karajá die hen wilden beletten over hun grondgebied langs de Tocantins en de Araguaia te passeren.

### Salesianen
De Xavante kwamen terecht in de deelstaat Mato Grosso. Tot de jaren 30 van de twintigste eeuw leefden zij daar betrekkelijk ongestoord. Deels kwam dat omdat zij voor de blanken na de verhuizing opnieuw van de kaart waren verdwenen.
In die tijd kwam er een missie van de Salesianen naar het gebied. President Getúlio Vargas was een voorstander van deze missies. De Salesianen hadden een missiepost opgezet vanuit het nabijgelegen São Marcos. De Xavantes weigerden om hen tot hun gebied toe te laten, en hadden weinig contact met hen.
Deze weigering om blanken tot hun gebied toe te laten leidde af en toe tot conflicten. In 1932 doodden de Xavante twee Salesianen. In 1938 vroeg pater Hipólito Rhovelon om versterkingen om de missiposten te beschermen "om de voortgang van de beschaving te kunnen bevorderen." In 1941 probeerde de onervaren indigenist Pimentel Barbosa met hen contact te leggen, maar zijn ploeg werd met de knuppel omgebracht, waarbij drie mensen overleefden. In 1944 had de ervaren Chico Mireilles contact met hen dat beter verliep. Ook werd er in 1946 contact gelegd door de gebroeders Vilas Boas.
Door deze contacten werden de verhoudingen vreedzamer. Na 1946 is het hierdoor de Salesianen wel gelukt was om voet aan de grond te krijgen. Zij dwongen de Xavante om in een soort internaten te wonen, waarbij ze ouders van hun kinderen scheidden. Ook werd hen verboden om de eigen taal te spreken. Als reactie hierop hield de strijd aan.

### Nationale Integratieprogramma
In die tijd werden de Xavante door de regering-Vargas gedwongen om mee te doen aan het "Nationale Integratieprogramma" (Programa de Integração Nacional). De eerste contacten hiervoor werden in 1941 gelegd door een comité van de Dienst ter Bescherming van de Indianen (Serviço de Proteção aos Índios). Ook dit comité werd echter vermoord. Uiteindelijk zijn, na de pacificatie door Chico Mireilles, contacten gelegd door een broeder met de naam Orlando van de gebroeders Villas Boas. Hij leefde een tijd tussen de Xavente en wist hun vriendschap te winnen.
Het programma bracht echter nieuw onheil voor de Xavante. Niet alleen verloren zij hierdoor delen van hun land, ook kwamen zij hierdoor in aanraking met nieuwe ziekten waartegen zij geen weerstand hadden. De Xavante verzetten zich hiertegen, waarbij verschillende van hen de dood vonden. Door deze strijd werd hun naam als strijdlustig volk alleen nog maar versterkt. In 1957 werden zij echter gedwongen zich over te geven. Ook werd de traditionele peniskoker  verboden en moesten ze minstens een broek dragen.

### Recente geschiedenis

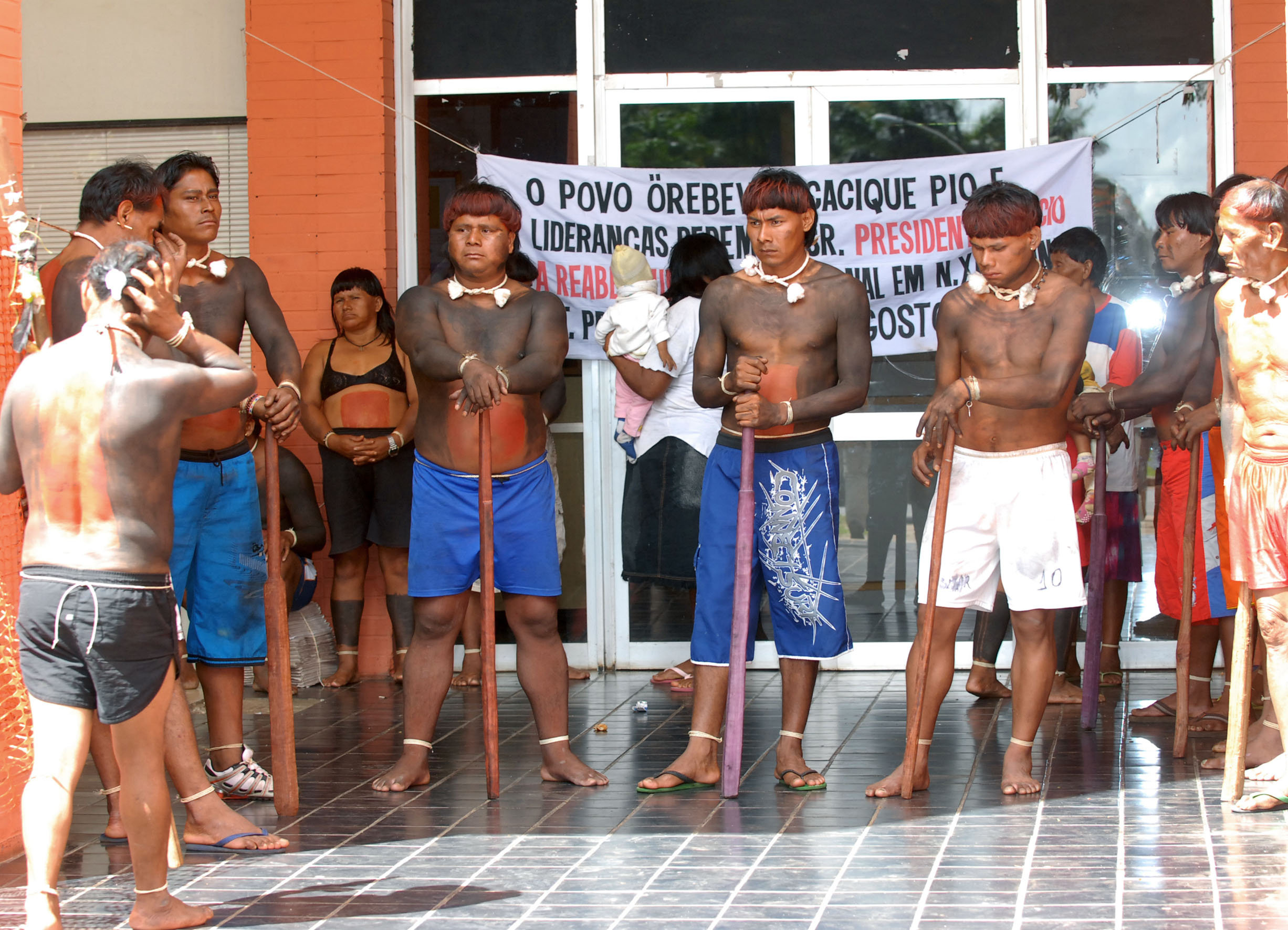
Protestactie van de Xavante in Brasilia

Tegenwoordig ondervinden de Xavante de negatieve gevolgen van de grote soja- en rijstplantages die zich rondom hun gebied bevinden. Deze vervuilen de bodem en de rivieren waar zij afhankelijk van zijn.
Als antwoord daarop hebben de Xavante hun strijdlust vertaald naar politiek vlak. In verschillende acties en demonstraties proberen zij aandacht te vragen voor hun problemen. Een van hun leiders, Mario Juruna (1943—2002), is parlementslid geweest van de deelstaat Mato Grosso. Een andere belangrijke leider had de naam Celestino.
Ook zijn de Xavante in de jaren 90 op uitwisseling naar Duitsland geweest, en hebben ze meegedaan op het album Roots van de groep Sepultura. Het nummer Itsari op dit album is een ceremoniële melodie die door de Xavante gezongen wordt, waarbij ze door de band begeleid worden. Ook heeft de plaat een hidden track van 13 minuten, gezamenlijk uitgevoerd door de Xavante en Sepultura.
Door deze activiteiten worden de Xavante gezien als een volk dat voor hun rechten opkomt, en de eigen cultuur probeert te bewaren.
Een recente bedreiging is de geplande bouw van een stuwdam die bedoeld is om de industrie van water te voorzien. Dit kan schadelijke gevolgen hebben voor de watertoevoer en de visvangst van de Xavante.

## Levensonderhoud
De Xavante leven vooral van de jacht, de visserij en het verzamelen van vruchten en de zachte delen van sommige palmsoorten. Zij jagen vooral op tapirs, pampa- en moerasherten, reuzenmiereneters en pekari's. De traditionele jachtmethode is om een stuk bos in brand te steken en de vluchtende dieren met pijlen te doden. Tegenwoordig is hun jachtgebied teruggelopen tot minder dan 20 km² door de druk op hun grondgebied.
In de jaren 80 ontstond er een groot gebrek aan wild. De Xavante hebben toen een plan geaccepteerd dat uit Brasilia kwam, dat zij telkens in een derde van hun gebied niet zouden gaan jagen. In dit gebied heeft het wild dan de kans om te regenereren.
Verder produceren de Xavante handwerk, traditionele wapens en muziekinstrumenten.

## Cultuur

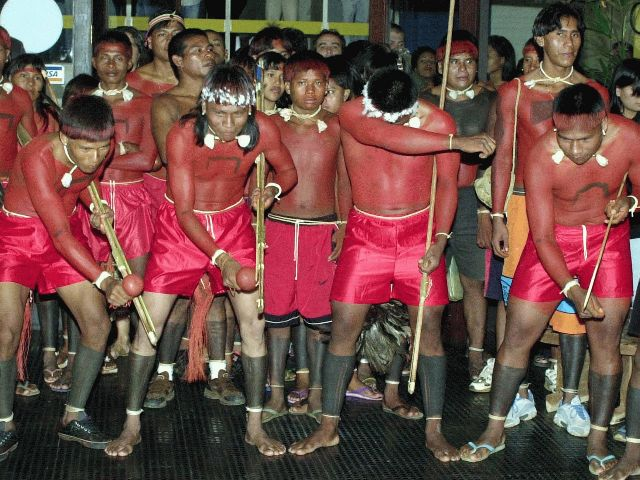
Xavante-dansers

### Wereldvisie
Het gedachtegoed van de Xavante is gekenmerkt door een sterke dualistiek. Zij geloven dat alles in de wereld georganiseerd is door een samenspel van twee tegengestelde krachten: leven en dood, zon en maan... Ook het leven van een persoon wordt door deze tegengestelde krachten beheerst. Dit gaat zo ver dat er binnen de Xavante twee stammen bestaan waarin dit samenspel belichaamd wordt: de Âwawẽ en de Po'reza'õno. Men mag niet binnen de eigen stam huwen, maar slechts met een partner van de andere stam.

### Uiterlijk
De Xavante beschilderen zich met houtskool en met vruchten van de orleaanboom en van Genipa americana. Zij verwijderen hun wimpers en de haren op hun wenkbrauwen. Ze dragen bandjes om hun polsen en enkels. Ook dragen ze een ceremoniële halsband van katoen. Hun haardracht, versierselen en beschilderingen zijn specifiek voor de stam. Ook droegen de mannen, voor ze gedwongen werden om broeken te dragen, van een blad gevouwen kleine peniskokers.

### Race van de buriti
Een van de gebruiken is de "race van de buriti". De buriti is het Portugese woord voor de Mauritiuspalm, in de taal van de xavante uiwede genoemd. Dit is een soort estafetteloop waarbij de twee stammen in teams tegen elkaar strijden. De teams leggen een afstand van zes kilometer af. Hierbij dragen zij de stam van een buritipalm van 80 kg mee, die ze telkens op de schouder van elkaar overnemen.

### Overgangsrite
Bekend van de Xavante is de overgangsrite waarin de jongemannen de stap naar volwassenheid maken. In bepaalde periodes, die door de stamoudsten bepaald worden, worden alle jongens tussen 10 en 18 jaar naar een ceremonieel huis gebracht dat hö genoemd wordt. Dit huis wordt speciaal voor dit doel gebouwd aan de rand van de halve cirkel die het dorp vormt. Deze jongens worden wapté genoemd. Zij leven 5 jaar in dit huis in volledige afzondering met de stam. Ze hebben dan alleen contact met hun "peetooms", vrijgezel-stamleden die hen verzorgen.
Voordat ze het huis binnengaan, ondergaan de jongeren de ceremonie oi'o. Hier bewijzen ze in onderlinge rituele gevechten hun moed. Als ze in het huis zijn, verlaten ze dit alleen voor rituele activiteiten buiten het dorp, of om te jagen of te vissen. Na afloop van deze periode wordt er een feest georganiseerd dat danhono genoemd wordt. Hierbij wordt het oor van de jongens doorboord met het bot van een poema. Hun "peetooms" doen ook mee aan dit ritueel, en zingen daarbij ceremoniële liederen (wanaridóbe). Na dit ritueel worden de jongens als volwassen beschouwd, en doen ze weer volledig aan het leven van de stam mee. Ook kunnen de jongens dan trouwen.